# Милькович, Бранко
Бранко Милькович (серб. Бранко Миљковић ; 29 января 1934 — 12 февраля 1961) — сербский поэт, один из лидеров неосимволистского движения, миссией которого было соединить символизм с сюрреализмом. Также занимался эссеистикой и переводами.

## Биография
Бранко Милькович родился в Нише, в Белград переехал в 1953 году. Получил философское образование в Белградском университете (1953—1957). Ходил по редакциям, пытаясь напечататься. Ещё студентом примкнул к группе неосимволистов (1956). В 1957 г. вышел первый сборник Мильковича «Напрасное пробуждение». Бранко вёл богемный образ жизни. Конфликтовал с режимом. За свою недолгую жизнь опубликовал пять поэтических книг, писал критические статьи и эссе, переводил с французского, русского, словенского языков. Погиб при невыясненных обстоятельствах в возрасте 27 лет: был найден повешенным на дереве. Официальная версия — самоубийство.

## Характеристика творчества
На творчество Мильковича повлияли поэты-символисты Малларме и Валери. Кроме того, на его поэзию оказало большое влияние учение древнегреческого философа Гераклита.
В своём стиле Милькович стремился сочетать современные методы и классические формы, например, Бранко возродил форму сонета. Его стихи — борьба за совершенство и дилемма: есть ли поэт — мастер слов или они правят поэтом? Милькович считал, что новые художественные идеи должны быть выражены в классических формах. Поэт Александр Уланов, критикуя венок сонетов и клишированно-перегретую эмоциональность раннего Мильковича, напротив, полагает, что влияние свободного стиха для поэта было освобождающим.
В сборнике «Смертью против смерти» поэт пробовал силы в жанре гражданской поэзии. Воспевая самопожертвование солдата во имя других, он признаёт, что отвоевать пространство у небытия можно не только при помощи слова, но и «смертию смерть поправ».
Милькович пренебрегал традиционной субъективной лирикой. У поэта практически нет стихов о любви. Поэзия — плод «патетики ума», а не сердца.
Как и сюрреалисты, Милькович обращается к «другой стороне бытия» — к ночи и пустоте, в которых пытается отыскать смысл «интегрального» существования. Однако, ему чуждо автоматическое письмо, он приступает к своей задаче в полном сознании. В сборнике «Огонь и ничто» — выражено стремление увидеть в предметной реальности проблески смысла в виде символов. «Надличностная» поэзия Мильковича призвана «оживить» философские категории. Множество стихов поэт посвятил огню (бывшему первоначалом у Гераклита). В стихах Милькович пытается выразить «праначало» всего сущего, ужасающую изначальную «пустоту» и «тишину», в которой жизнь и смерть ещё не разделены.

## Память
С 1971 года существует поэтическая премия имени Бранко Мильковича.
Бранко Мильковичу посвящены фильмы:
- «Огонь и ничто», 1995 г. (режиссёр Марислав Радиславлевич).[8]
- «Принц поэзии» — Бранко Милькович" (режиссёр Миомир Стаменкович).[9]

## Поэтические сборники
- «Напрасное пробуждение» (1957)
- «Смертью против смерти» (1959, совместно с Блаже Щепановичем)
- «Происхождение надежды» (1960)
- «Огонь и ничто» (1960)
- «Крв која светли» (1961)